# Nîrî, Turiisk
Nîrî (în ucraineană Нири) este un sat în comuna Kupîciv din raionul Turiisk, regiunea Volînia, Ucraina.

## Demografie
Componența lingvistică a localității Nîrî
     Ucraineană (99,19%)
     Alte limbi (0,81%)
Conform recensământului din 2001, majoritatea populației localității Nîrî era vorbitoare de ucraineană (99,19%), existând în minoritate și vorbitori de alte limbi.